# Nadja Jnglin-Kamer
Pour les articles homonymes, voir Kamer.
 (mars 2022).
Si vous disposez d'ouvrages ou d'articles de référence ou si vous connaissez des sites web de qualité traitant du thème abordé ici, merci de compléter l'article en donnant les références utiles à sa vérifiabilité et en les liant à la section « Notes et références ».
Nadja Jnglin-Kamer, née Nadja Kamer le 27 juillet 1986 à Schwytz, est une skieuse alpine suisse licenciée à Schwytz et s'illustrant dans les disciplines de vitesse (descente et super G). 

## Carrière
Au cours de sa carrière, elle a participé aux championnats du monde juniors 2004 à Maribor, où elle n'a eu que des places d'honneur (4e en descente et 5e en super G). Depuis la saison 2006, elle dispute des épreuves de coupe du monde, elle obtient ses premiers top 10 lors de la saison 2009 avec notamment une 4e place en descente à Tarvisio, avant de monter pour la première fois la saison suivante sur un podium en coupe du monde le 9 janvier 2010, avec une seconde place lors de la descente de Haus im Ennstal, derrière l'Américaine Lindsey Vonn. Elle obtient ensuite quatre autres podiums en descente dont le dernier en décembre 2012 à Val d'Isère. Son meilleur résultat aux championnats du monde est une quatrième place en descente en 2013 à Schladmig et aux Jeux olympiques d'hiver, elle n'a pu faire mieux qu'une 19e place à la descente de Whistler en 2010. En mars 2015, elle se retire du ski alpin de haut niveau en raison de blessures récurrentes.

## Palmarès

### Jeux olympiques
| Épreuve / Édition | Vancouver 2010 |
| Descente          | 19e            |
| Super G           | Abandon        |
| Super combiné     | Abandon        |

### Championnats du monde
| Épreuve / Édition | Garmisch-Partenkirchen 2011 | Schladming 2013 | Beaver Creek 2015 |
| Descente          | 14e                         | 4e              | 7e                |
| Super G           | 13e                         |                 |                   |
| Super combiné     |                             | Abandon         |                   |

### Coupe du monde
- Meilleur classement général : 27e en 2011.
- 5 podiums (tous en descente).

#### Différents classements en Coupe du monde
| Année/Classement | Année/Classement | Général | Général | Descente | Descente | Super G | Super G | Combiné | Combiné |
| ---------------- | ---------------- | ------- | ------- | -------- | -------- | ------- | ------- | ------- | ------- |
| Année/Classement | Année/Classement | Class.  | Points  | Class.   | Points   | Class.  | Points  | Class.  | Points  |
| 2008             | 2008             | 94e     | 24      | -        | -        | 33e     | 24      | -       | -       |
| 2009             | 2009             | 35e     | 203     | 27e      | 60       | 16e     | 117     | 21e     | 26      |
| 2010             | 2010             | 17e     | 402     | 5e       | 266      | 17e     | 120     | 25e     | 16      |
| 2011             | 2011             | 27e     | 229     | 13e      | 157      | 27e     | 56      | 44e     | 1       |
| 2012             | 2012             | 52e     | 140     | 15e      | 134      | 43e     | 6       | -       | -       |
| 2013             | 2013             | 43e     | 180     | 12e      | 180      | -       | -       | -       | -       |
| 2014             | 2014             | 55e     | 110     | 25e      | 96       | 41e     | 14      | -       | -       |
| 2015             | 2015             | 73e     | 48      | 28e      | 48       | -       | -       | -       | -       |

Le tableau ci-contre retrace les différents classements de Nadja Jnglin-Kamer en Coupe du monde. Elle prend part à sa première épreuve de Coupe du monde lors de la saison 2006, cependant elle ne marque ses premiers points (terminer dans les trente premières d'une épreuve) qu'à partir de la saison 2008.
Son meilleur classement général intervient en 2011 avec une 27e place au général. Elle monte sur son premier podium lors de la saison 2010 avec une seconde place lors d'une descente à Haus im Ennstal le 9 janvier 2010.

### Championnats du monde juniors
| Épreuve / Édition | Maribor 2004 |
| Descente          | 4e           |
| Super G           | 5e           |
| Combiné           | Abandon      |

### Coupe d'Europe
- Meilleur classement général : 2e en 2009.
- 5 victoires.

### Championnats de Suisse
- 2 fois championne en super G en 2007 et 2014.
- 1 fois championne en descente en 2010.
- 1 fois championne en slalom géant en 2010.
- 1 fois championne en super combiné en 2010.